# Al Jardine
Alan Charles Jardine (Lima, 3 de setembro de 1942), também conhecido como Al Jardine, é um dos membros fundadores, guitarrista e eventual vocalista da banda estadunidense The Beach Boys. Jardine foi introduzido no Rock and Roll Hall of Fame como membro da banda em 1988.
Sua família mudou de Ohio para San Francisco e mais tarde para Hawthorne, onde no colegial, o então colega de classe Brian Wilson o convidou para participar da banda The Beach Boys.
Após sua saída precoce da banda em 1962, ele trabalhou na indústria aérea de Los Angeles e foi substituído por David Marks. Jardine retornou para a banda em 1963 apenas como substituto, depois voltou a ser um membro oficial da banda, com a saída de Marks.
Jardine cantou canções como "Help Me, Rhonda" "Vegetables" "Then I Kissed Her" e "Transcendental Meditation" e dividia o vocal com os outros membros em outras.
Começando com o LP "Friends", Jardine também escreveu ou co-escreveu uma série de músicas para a banda. A mais notável provavelmente foi "California Saga: California" do álbum Holland.
A canção "Lady Lynda" que foi uma versão de "Jesu, Joy of Man's Desiring" foi um dos maiores hits da banda fora dos EUA.
Jardine deixou de fazer shows com o The Beach Boys em 1998, quando Carl Wilson morreu de câncer no pulmão.